# بارك هي-تشول
بارك هي-تشول (هانغل: 박희철) هو لاعب كرة قدم كوري جنوبي في مركز الوسط، ولد في 7 يناير 1986 في كوريا الجنوبية. شارك مع منتخب كوريا الجنوبية تحت 20 سنة لكرة القدم ومنتخب كوريا الجنوبية تحت 23 سنة لكرة القدم. أما مع النوادي، فقد لعب مع بوهانغ ستيلرز.

## وصلات خارجية
- بارك هي-تشول على موقع الاتحاد الدولي (مؤرشف)  (الإنجليزية)
- بارك هي-تشول على موقع دوري كوريا الجنوبية (الإنجليزية)
- بارك هي-تشول على موقع قاعدة بيانات كرة القدم.إي يو (الإنجليزية)